# Photo-mélange
Le photo-mélange est une technique de génération d'ondes térahertz utilisant deux lasers de fréquences très proches grâce à un composant appelé photo-mélangeur. Contrairement aux lasers au dioxyde de carbone ou au laser à cascade quantique (QCL), cette technique de génération d'onde permet d'avoir une source térahertz accordable en fréquence en changeant la fréquence de l'un des lasers d'entrée. Ces sources permettent de générer des ondes térahertz pour les télécommunications jusqu'à des fréquences de plus de 400 GHz. Elles peuvent également être utilisées en électronique de puissance haute-fréquence

## Principe
Le photo-mélange consiste à éclairer une surface photosensible (sensible à la lumière) avec un ou deux lasers. Le photo-mélangeur étant sensible à l'éclairement mais également relativement lent (le photo-mélangeur faisant office de filtre passe-bas), des paires électrons/trous vont se former de façon continue. Si on ajoute un second laser à une fréquence un peu différente du premier laser, une modulation va s’opérer à la fréquence de battement des deux lasers et photo-générer un courant à cette même fréquence. Le photo-mélangeur est ensuite couplé à une antenne pour pouvoir envoyer l'onde générée dans l'air.
Le principal avantage du photo-mélange est son accordabilité en fréquence qui ne dépend que des fréquences des deux lasers utilisés. Le photo-mélangeur est aussi un composant relativement simple à fabriquer dans le principe, à savoir un matériau photosensible (un semi-conducteur) entouré de deux électrodes permettant de lui appliquer une polarisation,.
Le photo-mélangeur a une bande passante limitée par la vitesse de propagation des électrons et des trous dans le semi-conducteur mais aussi par la structure même du photo-mélangeur qui n'est en fait qu'un condensateur. Ainsi, une fois le photo-mélangeur couplé à une antenne, il formera un circuit avec constante de temps RC qui viendra limiter la bande passante du composant. Pour certains types de photo-mélangeurs, le taux de recombinaison des charges électriques peut jouer un rôle dans la limitation en fréquence du composant,.

## Démonstration
Considérons deux lasers superposés spatialement se propageant tous les deux dans la même direction z et ayant chacun une fréquence angulaire {\displaystyle \omega _{i}} proche l'une de l'autre :
{\displaystyle {\overrightarrow {E_{i}}}(z,t)=E_{i}{\text{cos}}(\omega _{i}t-k_{i}z+\Phi _{i})u_{\vec {x}}} et {\displaystyle {\overrightarrow {H_{i}}}(z,t)=H_{i}{\text{cos}}(\omega _{i}t-k_{i}z+\Phi _{i})u_{\vec {y}}}
Le vecteur de Poynting s'écrit alors :
{\displaystyle {\vec {S}}(z,t)=\left({\vec {E_{1}}}(z,t)+{\vec {E_{2}}}(z,t)\right)\times \left({\vec {H_{1}}}(z,t)+{\vec {H_{2}}}(z,t)\right)} avec {\displaystyle {\vec {H_{i}}}(z,t)}, les champs magnétiques colinéaires associés à chacun des lasers.
La propagation se faisant en espace libre, le champ magnétique s'exprime de la façon suivante :
{\displaystyle |{\vec {H_{i}}}(z,t)|={\frac {|{\vec {E_{i}}}(z,t)|}{\eta _{0}}}}
On peut donc écrire la norme du vecteur de Poynting telle que :
{\displaystyle |{\vec {S}}(z,t)|={\frac {1}{\eta _{0}}}\left|\left(E_{1}(z,t)+E_{2}(z,t)\right)\right|^{2}}
ou encore :
{\displaystyle |{\vec {S}}(z,t)|={\frac {1}{2\eta _{0}}}\left(E_{1}^{2}+E_{2}^{2}+2E_{1}E_{2}\left(\cos((\omega _{1}-\omega _{2})t+\Phi _{1}-\Phi _{2})+\cos((\omega _{1}+\omega _{2})t+2k_{1}z+\Phi _{1}+\Phi _{2})\right)+E_{1}^{2}\cos \left(2(\omega _{1}-k_{1}z-\Phi _{1})\right)+E_{2}^{2}\cos \left(2(\omega _{2}-k_{2}z-\Phi _{2})\right)\right)}
Un semi-conducteur n'est sensible qu'à l'intensité du faisceau lumineux qui l'éclaire (loi de Beer-Lambert) :
{\displaystyle I(z,t)=I_{0}(t)(1-R)e^{-\alpha z}}
avec {\displaystyle \alpha }, le coefficient d'absorption, {\displaystyle R}, le coefficient de réflexion à l'interface entre le semi-conducteur et l'air, et {\displaystyle I_{0}(t)}, l'intensité de la lumière à la surface du matériau. On a aussi :
{\displaystyle I_{0}(t)=|{\vec {S}}(z=0,t)|}
En notant {\displaystyle I_{ph}(\omega _{B})}, le courant photo-généré dans le domaine fréquentiel, on peut écrire la puissance créée dans le semi-conducteur grâce aux deux lasers de la façon suivante :
{\displaystyle P_{THz}=R_{a}{I_{ph}}^{2}} avec {\displaystyle R_{a}}, la résistance de l'antenne branchée au photo-mélangeur.
Dans la dernière expression, le courant {\displaystyle I_{ph}(\omega _{B})} est une fonction qui dépend de la structure du photo-mélangeur ainsi que du taux de génération de porteur lui-même lié à {\displaystyle I(z,t)}. A priori, l'expression finale aura un terme passe-bas lié au taux de recombinaison des porteurs dans le semi-conducteur, un second passe-bas lié au temps de propagation des charges entre les deux électrodes et un troisième terme passe-bas lié à la constante RC de l'antenne et du photo-mélangeur,.

## Mesure de photo-réponse et de bande-passante

### Mesure de photo-réponse
Dans notre cas, on appelle photo-réponse la caractéristique décrivant le courant généré dans un photo-mélangeur en fonction de la puissance du laser incident. Il est possible de la mesurer en n'éclairant un photo-mélangeur qu'avec un seul laser et en relevant le courant généré dans celui-ci en fonction de la puissance du laser.

### Mesure de bande-passante
Il existe deux méthodes permettant de mesurer la bande passante d'un photo-mélangeur. La première consiste à envoyer une impulsion laser sur le photo-mélangeur et de récupérer sa réponse impulsionnelle en courant ou en puissance. Cette méthode est intéressante pour sa simplicité mais présente un désavantage majeur à savoir qu'elle fait fonctionner le composant dans un régime qui est différent de celui recherché. En effet, envoyer une impulsion sur un photo-mélangeur va changer son diagramme de bande et donc ses propriétés électrique,.
Une seconde méthode consiste à utiliser deux lasers et à changer la fréquence de l'un de ces deux lasers pour parcourir le spectre entier. Cette méthode permet de faire fonctionner le photo-mélangeur dans le régime recherché mais est difficile à mettre en place et peut prendre beaucoup de temps.

## Exemples de composants
Plusieurs composants permettent de générer des ondes térahertz par photo-mélange :
- la photodiode à transport unipolaire (UTC-PD)[12] ;
- la photodiode PIN[13] ;
- le photodétecteur[13] ;
- l'antenne photo-conductive[14].